# Паули, Виктор Карлович
Виктор Карлович Паули (1950—2016) — советский и российский организатор энергетической промышленности, лауреат Премии Правительства РФ в области науки и техники.

## Биография
Родился 23 августа 1950 года в городе Ивдель Свердловской области.

### Образование
- Ивановский энергетический институт, специальность инженер-электрик (1980);
- кандидатская диссертация по экономическим наукам (1994);
- докторская диссертация по техническим наукам (1997).

### Деятельность
Начал трудовую карьеру в 1973 году после службы во флоте, работая слесарем-сборщиком Московского автозавода имеени Ленинского комсомола и старшим электрослесарем Кармановской ГРЭС (Башкирская АССР) и прошёл путь до Председателя Правления ОАО «Системный оператор — Центральное диспетчерское управление Единой энергетической системы» и одновременно члена Правления РАО «ЕЭС России». С 2005 по 2008 годы он был членом Правления, З
заместителем технического директора — Главным техническим инспектором ОАО РАО «ЕЭС России».
Участник строительства Ставропольской ГРЭС, пуска её энергоблоков с 1-го по 8-й мощностью 300 МВт каждый. Работал на электростанции с 1974 по 1994 годы, где прошёл путь от старшего дежурного электрослесаря до главного инженера.
С 1994 по 1996 годы — заместитель начальника департамента эксплуатации энергосистем и электростанций — начальник управления эксплуатации энергосистем ОАО РАО «ЕЭС России», вскоре после этого назначен первым заместителем генерального директора — главным инженером Объединённой энергетической системы Центра «Центрэнерго» — генеральным директором ОДУ Центра. На этом посту руководил ОДУ Центра и организацией его работы.
С 1996 по 2002 годы — начальник департамента генеральной инспекции по эксплуатации электростанций и сетей ОАО РАО «ЕЭС России», одновременно — профессор кафедры технологии воды и топлива МЭИ (технического университета).
С 2001 по 2004 годы — член Правления ОАО РАО «ЕЭС России».
В 2002 году был назначен на должность Председателя Правления вновь созданного ОАО «СО — ЦДУ ЕЭС», на которой проработал два года. Руководил формированием организационной структуры, налаживанием основных бизнес-процессов, построением новой трехуровневой системы оперативно-диспетчерского управления ЕЭС России.
В 2004 году — заместитель руководителя Ростехнадзора.
С 2005 по 2008 год — заместитель руководителя Корпоративного центра по контроллингу ОАО РАО «ЕЭС России», заместителем Технического директора — Главным техническим инспектором ОАО РАО «ЕЭС России», членом Правления ОАО РАО «ЕЭС России»
В 2008—2009 годах — директор Фирмы ОРГРЭС — филиал ОАО «Инженерный центр ЕЭС».
С 2007 года — председатель Комитета по качеству в электроэнергетике Всероссийской организации качества.
С 2009 года — генеральный директор ЗАО «Наставник — ТехЭнерго», которое он создал.

## Труды
Автор более 120 опубликованных научных работ.
2. Ареев Ю.Н., В.К. Паули, Фомин А.В. Обеспечение паровых собственных нужд энергоблока 300 Мвт при работе в режиме  выделения при аварийном понижении частоты. Электрические станции, №3, 1988, С. 45-47. (0,2 п.л.).
3. В.К. Паули Бригадный подряд в сменах котлотурбинного цеха. Энергетик, №3, 1989, С. 3-5. (0,2 п.л.).
4. В.К. Паули Бригадная форма организации труда оперативного персонала электрического цеха. Энергетик, №9, 1989, С. 15-16. (0,1 п.л.).
5. В.К. Паули На Ставропольской ГРЭС (Контроль выбегов температур среды по тракту котлов). Безопасность труда в промышленности, №5, 1990, С. 13-14. (0,1 п.л.).
6. В.К. Паули Влияние организационных мер на повышение надежности Ставропольской ГРЭС. Электрические станции, №10, 1990, С. 82-88. (0,4 п.л.).
7. В.К. Паули Стимулирование производительности труда работников энергетической промышленности в ГДР. Энергохозяйство за рубежом, №3, 1990, С. 19-21. (0,2 п.л.).
8. В.К. Паули Коллективный подряд на ремонте энергооборудования Ставропольской ГРЭС. Энергетик, №7, 1990, С. 9-11. (0,3 п.л.).
9. В.К. Паули Принципы совершенствования бригадной формы организации труда эксплуатационного персонала электростанций. Энергетик, №2, 1991, С. 7-8. (0,2 п.л.).
10. В.К. Паули Коллективное премирование и коллективная ответственность при бригадном подряде: экономические и психологические аспекты. Энергетик, №4, 1991, С. 4-6. (0,2 п.л.).
11. В.К. Паули О совершенствовании оплаты труда работников электростанций. Энергетик, №9, 1991, С. 4-6. (0,2 п.л.).
12. В.К. Паули Влияние организационных мер на повышение эффективности работы коллектива Ставропольской ГРЭС. Электрические станции, №9, 1991, С. 80-86. (0,4 п.л.).
13. В.К. Паули Дальнейшая реализация возможностей коллективного подряда. Электрические станции, №4, 1992, С. 14-21. (0,5 п.л.).
14. Козлов С.А., Киселев В.В., В.К. Паули, Махлин В.Г. Измерение  содержания бенз-а-пирена в выбросах Ставропольской ГРЭС. Сборник научных трудов СПИ, 1993, С. 43-45. (0,2 п.л.).
15. Густи И.П., Джало В.Ф., Мысак И.С., В.К. Паули, Финкевич А.А., Махлин В.Г. Опыт внедрения перегрузочных режимов энергоблоков 300 Мвт с турбинами К-300-240 ХТГЗ. Электрические станции, №2, 1994, С. 2-6. (0,2 п.л.).
16. ПАТЕНТ 2026825 (Россия), МКИ5С02F1/42,В01I49/00. Способ регенерации катионита, Мамченко А.В., Якимова Т.И., В.К. Паули Опубликован 20.01.1995.- бюл. 2.
17. В.К. Паули Повышение надежности работы оборудования. Материалы научно-практического семинара ИПК РАГС, 1996, С. 6-44. (1,5 п.л.).
18. В.К. Паули РД.20.801-96. Изменение к Инструкции по расследованию и учету технологических нарушений в работе электростанций, сетей и энергосистем. Изд. ОРГРЭС, 1996, С. 1. (0,1 п.л.).
19. В.К. Паули "Второй эшелон" выходит на передовую позицию. Энергетик, №10, 1996, С. 10-11. (0,1 п.л.).
20. Манькина Н.Н., В.К. Паули, Журавлев Л.С. Обобщение промышленного опыта эффективности пароводокислородной обработки и пассивации. Теплоэнергетика, №10, 1996, С. 45-50. (0,2 п.л.).
21. В.К. Паули К оценке надежности работы энергетического оборудования. Теплоэнергетика, №12, 1996, С. 37-41. (0,2 п.л.).
22. В.К. Паули Некоторые проблемы организации нейтрально-кислородного водного режима котлоагрегатов ТЭС. Электрические станции, №12, 1996, С. 20-26. (0,6 п.л.).
23. В.К. Паули О влиянии режимных факторов прямоточных котлоагрегатов на скорость износа элементов проточной части турбин. Электрические станции. №12, 1996, С. 26-32. (0,7 п.л.).
24. В.К. Паули За безопасные условия труда. Энергетик, №12, 1996, С. 9-10. (0,1 п.л.).
25. В.К. Паули РД 34.20.594-97. Методические указания по организации и проведению тематических селекторных совещаний по проблемам надежности энергетического оборудования. Изд. ОРГРЭС - 8 с. (0,4 п.л.).
26. В.К. Паули РД 34.26.609-97. Методические указания по организации технического обслуживания поверхностей нагрева котлоагрегатов ТЭС. Изд. ОРГРЭС, 1997, - 18 с. (1,0 п.л.). (0,2 п.л.).
27. В.К. Паули Учебно-методическое пособие "Организация технического обслуживания поверхностей нагрева котлоагрегатов тепловых электростанций". ИПК РАГС, 1997, - 15 с. (0,7 п.л.).
28. В.К. Паули Возможности и резервы снижения аварийности. Энергетик, №4, 1997, С. 12-16. (0,2 п.л.).
29. В.К. Паули Методология совершенствования управления предприятием с целью повышения надежности энергетического оборудования. Электрические станции, №4, 1997, С. 27-35. (0,5 п.л.).
30. В.К. Паули Экспертная система контроля и оценки условий эксплуатации котлоагрегатов ТЭС. Теплоэнергетика, №5, 1997, С. 38-43. (0,6 п.л.).
31. Воронов В.Н., Назаренко П.Н., В.К. Паули Некоторые результаты внедрения систем химико-технологического мониторинга на ТЭС. Теплоэнергетика, №6, 1997, С. 2-7. (0,2 п.л.).
32. В.К. Паули О проведении отраслевой кампании по повышению надежности поверхностей нагрева котлоагрегатов ТЭС. Энергетик, №7, 1997, С. 13-15. (0,2 п.л.).
33. В.К. Паули О малозатратном механизме обеспечения эксплуатационной надежности котлоагрегатов ТЭС. Электрические станции, №7, 1997, С. 38-45. (0,5 п.л.).
34. Бритвин О.В., Израилев Ю.Л., Копсов А.Я., В.К. Паули Живучесть тепловых электростанций: основы,  опыт,  перспективы. Энергетик, №1, 1998, С. 4-8. (0,3 п.л.).
35. Раuli V. Appraising the Operating Reliability of Power Equipment. 17 WEC Congress, Praha. "Regional Workshop on the Ekonomics of Improwing Electric Power Plant Perfornange for Centrai/Eastern  and the Commonwealth of Independent States'. WEC, , 1998, S. 308-313. (0,3 п.л.).
36. В.К. Паули О принимаемых мерах по совершенствованию управления надежностью электрических станций. Сборник докладов научно-практической конференции к 30-летию ИПК РАГС - "Проблемы энергетики", ИПК РАГС, 1998, С. 250-263. (0,7 п.л.).
37. Бритвин О.В., В.К. Паули Об отраслевой системе согласованной инженерной деятельности. Сборник докладов юбилейной научной конференции МЭИ, 1998, С. 15-22. (0,7 п.л.).
38. В.К. Паули РД 153-34.0-08.102-98. Основные положения контроллинга производственно-хозяйственной деятельности и методические указания по организации внутреннего аудита в рамках контроллинговых систем. - 46 с. Изд. ОРГРЭС, 1998, (2,5 п.л.).
39. В.К. Паули Подготовка отрасли "Электроэнергетика" к работе в XXI веке. Вестник энергетики, №4, 1998, С. 32-43. (0,4 п.л.).
40. В.К. Паули, Бритвин О.В. Управлять по результату. Энергетик, №1, 1999, С. 9-15. (0,3 п.л.).
41. Бритвин О.В., В.К. Паули Отраслевая задача - управление, ориентированное на результат. Энергетик №3, 1999, С. 6-7. (0,1 п.л.).
42. В.К. Паули РД 153-34.0-08.103-99. Методические указания по организации и проведению отраслевых тематических селекторных совещаний по проблемам производственно-хозяйственной и финансовой деятельности и задачам контроллинга. Изд. ОРГРЭС, 1999, - 10 с. (0,5 п.л.).
43. В.К. Паули РД 153-34.1-08.104-99. Методические указания по использованию экспертной системы контроля и оценки условий эксплуатации турбоагрегатов ТЭС. Изд. ОРГРЭС, 1999, - 19 с. (1,0 п.л.).
44. В.К. Паули, Жуков Ю.И., Медведев Ю.И. Совершенствование системы надзора в энергетике. Энергетик, №12, 1999, С. 20-22. (0,2 п.л.).
45. В.К. Паули Экспертная система оценки надежности поверхностей нагрева котельных агрегатов. Сборник научных трудов ЮРГТУ – Эффективность и надежность работы оборудования тепловых электростанций, 1999, С. 11-19. (0,5 п.л.).
46. ПАТЕНТ (Россия), 99119076/02(019828) от 12.07.99 Жаропрочная, жаростойкая сталь (ДИ 59). Кузнецов Е.В., Чечель Л.А., Митрофанов А.А., Зубченко А.С., В.К. Паули
47. В.К. Паули Повышение надежности котельных агрегатов ТЭС. Безопасность труда в промышленности. №1, 2000, С. 2-8. (0,8 п.л.).
48. В.К. Паули Основы методологии управления по результатам (контроллинг производственно-хозяйственной деятельности). Энергетик, №2, 2000, С. 5-6. (0,1 п.л.).
49. В.К. Паули Новое в организации контроля за производственно-хозяйственной деятельностью в Российской энергетике. Часть 1 – Контроллинг. Новое в российской электроэнергетике, №1, 2000, С 5-13. (1,0 п.л.).
50. В.К. Паули, Жуков Ю.И. Новая система обеспечения надежности профессиональной деятельности и сохранения жизни и здоровья персонала должна быть внедрена! Новое в российской электроэнергетике, №1, 2000, С 31-36. (0,3 п.л.).
51. В.К. Паули, Жуков Ю.И., Медведев Ю.И. История становления и развития системы надзора в электроэнергетике. Топливно-энергетический комплекс, №1, 2000, С. 55-57. (0,2 п.л.).
52. Ремезов А.Н., В.К. Паули, Горюнов И.Т., Магид С.И. Первые всероссийские соревнования комплексных бригад ТЭС с поперечными связями. Электрические станции, №2, 2000, С. 57-59. (0,2 п.л.).
53. В.К. Паули Основные положения организации внутреннего аудита деятельности энергопредприятий. Энергетик, №5, 2000, С. 20-22. (0,3 п.л.).
54. В.К. Паули Новое в организации контроля за производственно-хозяйственной деятельностью в Российской энергетике. Часть 2 – Основные положения организации внутреннего аудита. Новое в российской электроэнергетике, №2, 2000, С 5-12. (0,4 п.л.).
55. В.К. Паули Новое в организации контроля за производственно-хозяйственной деятельностью в Российской энергетике. Часть 3 – Система внутреннего контроля в области производственной деятельности энергетических предприятий и организаций. Новое в российской электроэнергетике, №3, 2000, С 5-16. (0,5 п.л.).
56. В.К. Паули Технология воды и надежность. Курс лекций, изд. МЭИ, 2000, - 88 с. (4,5 п.л.).
57. Балдин Н.Н., Богачко Ю.Н., В.К. Паули и др. Живучесть стареющих тепловых электростанций. М.: Изд-во НЦ ЭНАС, 2000. – 560 с. (28,0 п.л.).
58. В.К. Паули, Магид С.И., Ибрагимов И.М. Применение технологий искусственного интеллекта в энергетике (аналитический обзор). Изд. Нефтяник, 2000, - 42 с. (2,0 п.л.).
59. В.К. Паули, Гусев В.В., Кузнецов Е.В. и др. Опыт эксплуатации и перспективы использования стали ДИ 59 для изготовления и ремонта пароперегревателей котлов высокого давления. Новое в российской электроэнергетике, №5, 2000, С . (0,5 п.л.).
60. Pauli V., Tchitchinski M., Rodionov V., Aksenov Yu. A Review of Key Parameters For the Outdoor Apparaturs On-line Monitoring Technologi. CIGRE SC 33 Conference, , 2000, S4-13. (0,5 п.л.).
61. В.К. Паули Поучительные уроки для малой энергетики. Новое в российской электроэнергетике, № 6,2001, С 32-36. (0,3 п.л.).
62. В.К. Паули, Греченков Н.В., Сергеев А.Н. и др. РД 153-34.0-03.124-2001. Положение о системе управления промышленной безопасностью в РАО «ЕЭС России». Изд. РАО ЕЭС, 2001, - 24 с. (1,2 п.л.).
63.В.К. Паули Становление бригадного подряда как формы организации ремонтных работ в электроэнергетике. Новое в российской электроэнергетике, №7, 2001, С 4-14. (0,5 п.л.).
64.В.К. Паули Коллективные формы организации труда эксплуатационного персонала мощных ТЭС. Новое в российской электроэнергетике, №8, 2001, С 4-17. (0,8 п.л.).
65. В.К. Паули Поход в рынок со щитом – диспетчерским. Рынок электроэнергии, №1, 2003, С 10-14. (0,5 п.л.).
66. В.К. Паули Научно-методические принципы коллективных форм труда ремонтного персонала тепловых электростанций. Новое в российской электроэнергетике, №10, 2001, С 5-13. (0,5 п.л.).
67. В.К. Паули Научно-методические принципы коллективных форм труда эксплуатационного персонала мощных ТЭС. Новое в российской электроэнергетике, №11, 2001, С 5-11. (0,8 п.л.).
68. Программный комплекс для ЭВМ «Информационно-образовательная среда для обучения и поддержания квалификации персонала. Модуль обучения и тестирования. (АСОП-Инфосреда-ОТ)». Свидетельство Роспатента от 20.09.2001 № 2001611240 об официальной регистрации программы для ЭВМ. Левченко И.И., Иванченко А.Н., В.К. Паули
69. Программный комплекс для ЭВМ «Информационно-образовательная среда для обучения и поддержания квалификации персонала. Модуль конструирования тестовых заданий и администрирования баз данных (АСОП-Инфосреда-КТА)». Свидетельство Роспатента от 13.06.2002 № 2002610916 об официальной регистрации программы для ЭВМ. Левченко И.И., Иванченко А.Н., Штыков П.В., В.К. Паули
70. Программный комплекс для ЭВМ «Информационно-образовательная среда для обучения и поддержания квалификации персонала. Электронная библиотека нормативно-технических документов. (АСОП-Инфосреда-НТД)». Свидетельство Роспатента от 13.06.2002 № 2002620102 об официальной регистрации программы для ЭВМ. Левченко И.И., Иванченко А.Н., В.К. Паули
71. Программный комплекс для ЭВМ «Информационно-образовательная среда для обучения и поддержания квалификации персонала. База тестовых заданий и программ обучения. (АСОП-Инфосреда-ТЗП)». Свидетельство Роспатента от 13.06.2002 № 2002620103 об официальной регистрации программы для ЭВМ. Левченко И.И., Иванченко А.Н., В.К. Паули
72. В.К. Паули Совершенствование управления экономическим стимулированием ремонтного персонала ТЭС. Новое в российской электроэнергетике, №1, 2002, С 5-18. (0,8 п.л.).
73. В.К. Паули Задачи экономического стимулирования эксплуатационного персонала тепловых электростанций. Новое в российской электроэнергетике, №2, 2002, С 5-13. (0,4 п.л.).
74. В.К. Паули Основные принципы управления экономическим стимулированием эксплуатационного персонала ТЭС. Новое в российской электроэнергетике, № 4, 2002, С 4-15. (0,6 п.л.).
75. Федрушков А.А., Исаков А.Н., В.К. Паули и др. РД 153-34.0-03.125-2002. Положение о производственном контроле за соблюдением требований промышленной безопасности на опасных производственных объектах РАО «ЕЭС России». Изд. РАО ЕЭС, 2002, – 82 с. (4,0 п.л.).
76. Горбуров В.И., Зорин В.М., В.К. Паули Разработка концепции барабанно-батарейного котла. Новое в российской электроэнергетике, № 5, 2002, С 22-28.
77. В.К. Паули Реформирование оперативно–диспетчерского управления ЕЭС России. Энергетик, № 12, 2002, С. 2–4.
78. Горбуров В.И., Зорин В.М., В.К. Паули и др. Барабанно-батарейный котел – одно из направлений развития энергетический котлов с естественной циркуляцией. Теплоэнергетика, №12, 2002, С. 12–16.
79. В.К. Паули, Шубин Н.Г. Системный оператор: подготовка к запуску конкурентного сектора оптового рынка электроэнергии. ТЭК, №4, 2002, С. 74–77.
80. System Operator Tasks in Planning and Control of UES regimes under Competitive Electricity Market Conditions. International Workshop Liberalization and modernization of power systems: Congestion management problems. Irkutsk, Energy Systems Institute, 2003, p.p. 33-36. (0,6 п.л.).
81. В.К. Паули, Греченков Н.В., Медведев Ю.И. История создания и совершенствования надзора в электроэнергетике. Электрические станции, № 10, 2004, С 2-4. (0,4 п.л.).
82. В.К. Паули Надзор и контроль. Охрана труда и социальное страхование, №6, 2005, С. 17-20.
83. В.К. Паули От права силы к силе правил. Охрана труда и социальное страхование, № 12, 2005, С. 15-17 (0,2 п.л.).
84. В.К. Паули Состояние, проблемы и задачи энергокомпаний в области обеспечения надежности и безопасности в условиях реформирования электроэнергетики. Часть 1. Реактивная мощность – состояние, проблемы, задачи. Новое в российской электроэнергетике, № 1, 2006.
85. В.К. Паули Состояние, проблемы и задачи энергокомпаний в области обеспечения надежности и безопасности в условиях реформирования электроэнергетики. Часть 2. Обеспечение надежного электроснабжения потребителей – в аспектах задачи удовлетворения спроса на активную мощность. Новое в российской электроэнергетике, № 2, 2006.
86. В.К. Паули Обеспечение эффективности, надежности и безопасности производственной деятельности энергокомпаний в аспекте задач технического контроллинга. Контроллинг. Технология управления, № 2, 2006, С. 14-24.
87. В.К. Паули Состояние, проблемы и задачи энергокомпаний в области обеспечения надежности и безопасности в условиях реформирования электроэнергетики. Часть 3. Обеспечение эффективности, надежности и безопасности производственной деятельности энергокомпаний – в аспектах задач технологического контроллинга. Новое в российской электроэнергетике, № 3, 2006.
88. В.К. Паули, Солимон А.В., Зиле А.З., Рябов Р.К. Основные положения концепции использования автоматизированных систем мониторинга надежности в условиях реформирования электроэнергетики на примере вибронадежности турбинного парка. Сборник докладов Всероссийского научно-технического семинара «Проблемы вибрации, виброналадки, вибромониторинга и диагностики оборудования электрических станций». Москва, Изд. ВТИ, 2006, С. 4-5.
89. В.К. Паули Внедрение СМК на базе требований стандартов ИСО серии 9000 - эффективный инструмент достижений целей энергокомпании. Сборник докладов Всероссийской научно-технической конференции «Метал оборудования ТЭС. Проблемы и перспективы». Москва, Изд. ВТИ, 2006, С. 7-16.
90. В.К. Паули Состояние, проблемы и задачи энергокомпаний в области обеспечения надежности и безопасности в условиях реформирования электроэнергетики. Часть 4. Контроллинг – в аспектах показателей и оценки результатов производственной деятельности энергокомпаний и их филиалов. Новое в российской электроэнергетике, № 4, 2006.
91. В.К. Паули Состояние, проблемы и задачи энергокомпаний в области обеспечения надежности и безопасности в условиях реформирования электроэнергетики. Часть 5. Технический контроллинг – показатели назначения и надежности в системе сбалансированных показателей теплогенерирующих энергокомпаний. Новое в российской электроэнергетике, № 5, 2006.
92. В.К. Паули Состояние, проблемы и задачи энергокомпаний в области обеспечения надежности и безопасности в условиях реформирования электроэнергетики. Часть 6. Технический контроллинг – в аспектах показателей надежности электроэнергетических систем. Новое в российской электроэнергетике, № 6, 2006.
93. В.К. Паули Состояние, проблемы и задачи энергокомпаний в области обеспечения надежности и безопасности в условиях реформирования электроэнергетики. Часть 7. Технический контроллинг в аспектах надежности и технико-экономической эффективности систем электроснабжения (распределительных электрических сетей). Новое в российской электроэнергетике, № 7, 2006.
94. В.К. Паули, Рябов Р.К., Андронов В.И., Федоренко А.В., Кузнецова Ю.Е. Состояние, проблемы и задачи энергокомпаний в области обеспечения надежности и безопасности в условиях реформирования электроэнергетики. Внедрение СМК на базе требований стандартов ИСО серии 9000 - эффективный инструмент достижений целей. Новое в российской электроэнергетике, № 8, 2006.
95. Финкер Ф.З., В.К. Паули, Вагнер А.А., Морозов В.В., Грайвер М.А. Состояние, проблемы и задачи энергокомпаний в области обеспечения надежности и безопасности в условиях реформирования электроэнергетики. Могут ли угольные топки с ВИР-процессом конкурировать с топками пылеугольного сжигания и установками циркулирующего кипящего слоя? Новое в российской электроэнергетике, № 9, 2006.
96. Паули. В.К. Задачи реализации проектов повышения надежности электроснабжения потребителей и повышения технико-экономической эффективности систем электроснабжения – распределительных электрических сетей за счет нормализации потоков реактивной мощности и напряжения. Энергосбережение и проблемы энергетики Западного Урала. №4, 2007, С. 14-18.
97. Паули. В.К. Тонкая настройка управления. Экономика и жизнь. № 48, 2006, С. 31.
98. Паули. В.К. Менеджмент качества и энергетическая безопасность России. Стандарты и качество. №1, 2007, С. 62-66.
99. Паули. В.К. Значение нормативной базы в нормализации потоков реактивной мощности и уровней напряжения. Новое в российской электроэнергетике, № 4, 2007.
100. В.К. Паули,  Компенсация реактивной мощности как эффективное средство рационального использования электроэнергии. Энергоэксперт. № 2, 2007, С. 16-22.
101. В.К. Паули, Андронов В.И., Рябов Р.К., Федоренко А.В., Позняк А.В. СМК - один из аспектов создания надежной энергетической базы развития экономики и обеспечения энергобезопасности страны. Журнал «Энергорынок» №12, 2007, С.
102. В.К. Паули «Бизнес-процессы без эксцессов – Внедрение системы менеджмента качества обещает прорыв в управлении энергетикой», журнал «Энерго-Инфо», №3, 2008 г.
103. В.К. Паули. «Задачи реализации проектов повышения надежности электроснабжения потребителей и повышения технико-экономической эффективности систем электроснабжения – распределительных электрических сетей за счет нормализации потоков реактивной мощности и напряжения», журнал «Энергонадзор и энергобезопасность», №4, 2008.
104. В.К. Паули «Применение новых управленческих технологий в электроэнергетике – от СМК к ИСМ», доклад на всероссийской конференции энергетиков», г. Москва, ВВЦ (ВДНХ), 22 мая 2008 г.
105. В.К. Паули, В.И. Андронов, А.В. Федоренко «От систем управления в электроэнергетике на базе стандартов ИСО серии 9000 к интегрированным системам менеджмента», журнал «Новое в российской электроэнергетике», № 6, 2008 г.
106. В.К. Паули в соавторстве «Экономика и управление в современной электроэнергетике России», книга под редакцией А.Б. Чубайса, Пособие для менеджеров российских компаний, УДК 33:621.3, 2009.
107. В.К. Паули, «О создании Союза инженеров энергетиков России», журнал «Новое в российской энергетике», №7, 2009.
108. В.К. Паули «Какой может стать энергетика будущего?», доклад на Всероссийской конференции ученых, Москва, 2010.
109. В.К. Паули «Система менеджмента качества – переход к тонкой настройке управления», сборник лекций АНО ДПО «Наставник-ТехЭнерго-Тренинг», Москва, 2010.
110. В.К. Паули «Интегрированные системы менеджмента и TQM – современное развитие концепций менеджмента», сборник лекций АНО ДПО «Наставник-ТехЭнерго-Тренинг», Москва, 2011.
111. В.К. Паули «Становление журнала "Энергоэксперт"» (к пятилетнему юбилею), журнал «Энергоэксперт», № 2, 2012.
112. В.К. Паули, Я.И. Тульчинская «Совершенствование системы энергетического менеджмента электроэнергетической отрасли России с учетом требований международного стандарта ISO 50001», доклад на 2-й Всероссийская научно-практической конференции «Повышение надежности и эффективности эксплуатации электрических станций и энергетических систем» – ЭНЕРГО-2012 (4-6 июня 2012 г., Москва, НИУ МЭИ).
113. В.К. Паули, Я.И. Тульчинская, Построение отраслевой системы энергетического менеджмента - одно из направлений повышения надежности и энергоэффективности электроэнергетики России. Вестник МЭИ №3, 2012.
114. В.К. Паули «От системы менеджмента качества к качеству жизни», доклад на профессиональном фестивале молодых энергетиков Сибири, г. Тюмень, 21 сентября 2012 г.
115. В.К. Паули «Процессный подход. Оптимизация и реинжиниринг производственных процессов. Методологическое пособие». СТО ОАО «Тюменьэнерго», утв. приказом ОАО «Тюменьэнерго» от 28.12.2012 № 509.
116. В.К. Паули «Процессный подход. Описание процесса "Технологическое присоединение потребителей к электрическим сетям". Стандарт организации», утв. приказом ОАО «Тюменьэнерго» от 28.12.2012 № 509.
117. В.К. Паули, К.Ф. Колхир, К.Е. Григорьев, патент на изобретение №2468473, «Приемники электромагнитного излучения». 2013.
118. В.К. Паули, С.Р. Чарышева «Поведите себя вперед», книга о совершенствовании менеджмента энергетических компаний, 300 стр. Издательство ЭКСМО, тираж 1500 шт., 2014.
119. В.К. Паули «Поведите себя вперед», журнал «Энергоэксперт» №4 2014.
120. В.К. Паули «Безопасность труда и лидерство в российской электроэнергетике. Проблемы и их решение», журнал «Надежность и безопасность энергетики» №3, 2015.
121. В.К. Паули, С.Р. Чарышева «Повышение лидерского потенциала производственного менеджмента и преодоление стагнации производственных отношений», журнал «Энергоэффективность. Энергобезопасность. Энергонадзор» № 4, 2015.
122. В.К. Паули, С.Р. Чарышева «Функционально-психологический инструментарий производственного руководителя-лидера в управлении безопасностью труда», журнал «Надежность и безопасность энергетики» №4, 2015.
123. В.К. Паули «Самая успешная компания – это самообучающаяся компания», журнал «Энергоэксперт» №5 2015.
124. В.К. Паули, С.Р. Чарышева «Безопасность труда и субъективные факторы угроз», журнал «Электроэнергия. Передача и распределение» № 5, 2015.
125. В.К. Паули «Безопасность труда и лидерство производственного менеджмента», журнал «Электроэнергия. Передача и распределение» № 6, 2015.
126. В.К. Паули, С.Р. Чарышева «Оценка и развитие лидерского потенциала производственного менеджмента а электроэнергетике», журнал «Энергоэксперт» №6 2015.
127. В.К. Паули, С.Р. Чарышева «Оценка лидерского потенциала производственного менеджмента энергокомпаний» Журнал «Академия Энергетики» №6, 2015.
128. В.К. Паули, С.Р. Чарышева «Лидерский потенциал производственного менеджмента: оценка и развитие», журнал «Энергетическая стратегия» № 9-10, 2015.
129. В.К. Паули, С.Р. Чарышева «Ребрендинг лидерства производственного менеджмента – существенный резерв компаний на пути к успеху», журнал «Энергетическая стратегия» № 9-10, 2015.
130. В.К. Паули, С.Р. Чарышева «Контроллинг лидерского потенциала производственного менеджмента», журнал «Контроллинг. Технология управления» № 11, 2015.

## Признание
- Лауреат премии Правительства Российской Федерации в области науки и техники (2005)
- Звание «Заслуженный энергетик Российской Федерации» (2004)
- Звание «Заслуженный работник ЕЭС России» (1996)
- Звание «Заслуженный работник Минтопэнерго России» (1997)
- Звание «Почетный работник Топливно-Энергетического Комплекса» (1999)
- Звание «Ветеран энергетики» (1999)
- Памятный знак «80 лет Плана ГОЭЛРО» (2000)
- Почетный знак «За заслуги перед Российской энергетикой» (2004)
- Памятный знак «85 лет Плана ГОЭЛРО» (2005)
- Памятный знак «90 лет Плана ГОЭЛРО» (2010)
- Лауреат звания «РОССИЙСКИЙ ЭНЕРГЕТИЧЕСКИЙ ОЛИМП - 2007». Номинация: «Внедрение инновационных технологий, направленных на повышение надежности энергетического оборудования». (2007)
- Лауреат ВДНХ (ВВЦ): три серебряные медали (1992, 1996, 1998 гг.) и две золотые медали (2001, 2005 гг.).
- Памятный знак Содружества Независимых Государств «40 лет Единой Энергетической Системе» (1996)
- Нагрудный знак «Заслуженный энергетик Содружества Независимых Государств» (2004)
- Нагрудный знак «Лучший государственный инспектор Госгортехнадзора России» (2004)
- Медаль МЧС России «За содружество во имя спасения» (2005)
- Юбилейная медаль «300 лет Российскому Флоту» (2002)